# Gałdowo (Iława)
Gałdowo (deutsch Goldau) ist ein Dorf in der Landgemeinde Iława (Deutsch Eylau) im Powiat Iławski in der polnischen Woiwodschaft Ermland-Masuren.

## Geographische Lage
Das Dorf liegt im historischen Westpreußen, im Westen der Eylauer Seenplatte an der Ossa, etwa 14 Kilometer nordwestlich von Iława und 13 Kilometer südöstlich von Susz.

## Geschichte
Goldau ist eine Gründung des Deutschordensstaats und lag zunächst im vom Domkapitel verwalteten Teil des Bistums Pomesanien. Das Dorf erhielt seine Handfeste im Jahr 1312. Es wird dort als „deutsches Dorf“ mit 74 Hufen beschrieben, was bedeutet, dass es in erster Linie eine Neugründung deutscher Siedler und keine Siedlung der unterworfenen Prußen war. 1377 erhielt Goldau gegen Zins das Recht auf einen eigenen Fleischer und Bäcker. Eine Kirche muss vor 1355 errichtet worden sein.
Nach dem Zweiten Frieden von Thorn vom 19. Oktober 1466 verblieb Goldau beim stark geschrumpften Deutschordensstaat, der nun ein Lehen der polnischen Krone war.
1525 wurde im gesamten Bistum Pomesanien die Reformation eingeführt und der Deutschordensstaat durch das neugegründete weltliche Herzogtum Preußen ersetzt. Der letzte katholische Bischoff Pomesaniens, Erhard von Queis, erhielt als Entschädigung für den Verzicht auf die weltliche Herrschaft das neugegründete Erbamt Schönberg im Oberländischen Kreis, zu dem Goldau gehörte. Nach dem Aussterben seiner Linie ging das Erbamt 1532 in Besitz des Samlander Bischoffs Georg von Polentz über. Die Gerichtsbarkeit über das Amt blieb bis 1824 in Besitz der Familie. 1687 verkaufte Alexander von Polentz das Lehngut Goldau an Wolf Sebastian von der Groeben.
Nachdem Preußen 1752 durch die 1. Teilung Polens das Gebiet zwischen Brandenburg und Preußen erhalten hatte, wurde Preußen in die Provinzen Ostpreußen und Westpreußen aufgeteilt. Goldau lag im Grenzgebiet der beiden Provinzen und wurde Westpreußen zugeordnet.
Während des Siebenjährigen Krieges war das Gebiet um Goldau von 1758 bis 1762 von russischen Truppen besetzt.
Ab 1818 gehörte Goldau zum neu gegründeten Kreis Rosenberg im Regierungsbezirk Marienwerder in der preußischen Provinz Westpreußen. Ab 1866 gehörte das Dorf zudem zum Reichstagswahlkreis „Regierungsbezirk Marienwerder 2“, der aus dem Kreis Rosenberg und dem südlich der Ossa gelegenen Kreis Löbau bestand.
Im Zuge der Bauernbefreiung wurden den Goldauer Bauern ihre Wohnhäuser vom damaligen Gutsbesitzer Livonius übertragen und sie bekamen zudem die Möglichkeit, Land käuflich zu erwerben. Dieses lag allerdings so weit außerhalb des alten Ortskerns, dass nur acht alteingesessene Bauern von dieser Möglichkeit Gebrauch machten.
1850 wurde in Goldau eine Schule gebaut.
Aufgrund der Bestimmungen des Versailler Vertrags stimmte die Bevölkerung im Bezirk Marienwerder am 11. Juli 1920 über die weitere staatliche Zugehörigkeit zu Deutschland oder den Anschluss an Polen ab. In Goldau stimmten alle 312 stimmberechtigten Einwohner für den Verbleib bei Deutschland. Ab 1920 gehörte Goldau daher zum neuen Regierungsbezirk Westpreußen in der Provinz Ostpreußen. Nach dem Überfall auf Polen ging der Regierungsbezirk Westpreußen im Reichsgau Danzig-Westpreußen auf.
1921 wurde die Elektrifizierung des Ortes durchgeführt.
Gegen Ende des Zweiten Weltkriegs flohen die Bewohner Goldaus um den 20. Januar vor der heranrückenden Roten Armee. Im Sommer 1945 wurde Goldau gemäß dem Potsdamer Abkommen zusammen mit der südlichen Hälfte Ostpreußens zum Bestandteil der Volksrepublik Polen.
Das Dorf wurde in Gałdowo umbenannt und ist heute Teil der Landgemeinde Iława innerhalb des Powiats Iławski in der Woiwodschaft Ermland-Masuren. Von 1975 bis 1998 gehörte das Dorf zur Woiwodschaft Olsztyn.

### Demographie
| Jahr | Einwohner |
| ---- | --------- |
| 1847 | 303       |
| 1864 | 601       |
| 1885 | 562       |
| 1905 | 552       |
| 1910 | 522       |
| 1933 | 565       |
| 1939 | 517       |

## Sehenswürdigkeiten

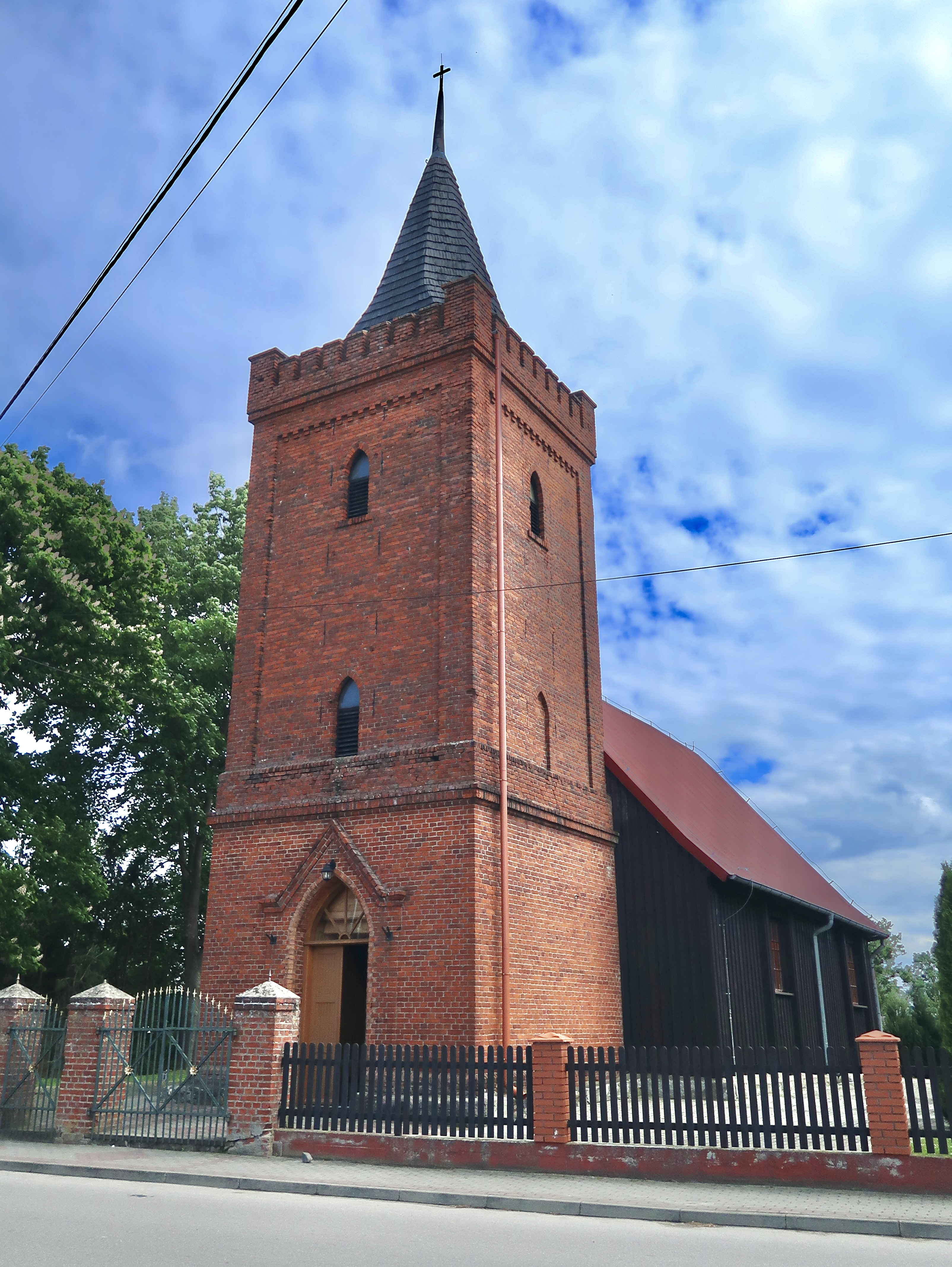
Kirche zu Goldau

Aus der prussischen Zeit vor Gründung des Ortes stammt eine anthropomorphe Statue, die vermutlich eine Gottheit oder einen Ahnen darstellt. Die Statue wurde 1401 erstmals als heiliger Stein erwähnt, der eine Grenzmarke zwischen Goldau und Heinrichau darstellte. 1887 wurde die Statue nach Danzig verbracht, wo sie heute vor dem Archäologischen Museum steht.
Die Kirche stammt aus dem Jahr 1670 und wurde an der Stelle eines Vorgängerbaus errichtet. Sie wurde als Holzkirche erbaut, die später um einen Turm sowie eine Sakristei und eine Vorhalle aus gemauertem Fachwerk erweitert wurde. Die aus Kanzel, Herrschaftsgestühl und Altaraufsatz bestehende Einrichtung stammen ebenfalls aus der Zeit um 1670. 1864 wurde der Turm ummauert. 1873 folgte die 10-stimmige Orgel. 1955 verputzten die Dorfbewohner die Außenwände des Kirchenschiffs, ersetzten das alte Dach durch ein Eternitdach und verkleideten den Innenraum mit Holzvertäfelungen. Zu Beginn des Jahrtausends versuchte man hingegen das frühere Aussehen der Kirche wiederherzustellen. 2004 wurde der Kirchturm wieder mit Schindeln gedeckt und das Dach des Kirchenschiffs durch Metallziegel ersetzt. 2005 wurde der Zementboden gefliest. 2007 wurde der Putz von den Außenmauern des Kirchenschiffs entfernt und die Holzkonstruktion aus der Vorkriegszeit repariert.
Das ehemalige Gutshaus ist heute zum Großteil verfallen.